# Anton Kats
Anton Kats (* 1983 in Cherson) ist ein ukrainischer bildender Künstler, Musiker und Tänzer.

## Leben und Werk
Anton Kats studierte bis zum Master an der Universität der Künste Berlin und promovierte am Goldsmiths, University of London. Er lehrt an der Kunsthochschule Berlin-Weißensee, an der Ravensbourne University London, der New York University und am  Goldsmiths, University of London.
„Kats entwickelt praxisorientierte Forschungsprojekte, mit denen er die Ambiguität der Kunstpraxis als eine Frage von Wirkung (Agency) und Intentionalität untersucht und dabei ortsspezifische Arbeiten entwickelt, die sich mit Strukturen von Selbstorganisation, Selbsterziehung, marginalisierten Menschen und dem Nicht-Normativen beschäftigen.“
Mit seinen Konzepten für die Radioarbeiten „radio narrowcasts“ und „concrete listening“ erkundet Kats die Handlungsmacht des Radios. Er entwickelte im Rahmen des offiziellen Programms der documenta 14 die Projekte „A-Letheia“ in Athen und „Narrowcast House“ als offenes Studio und Hörraum in Kassel. Anton Kats stellte unter anderem in der Serpentine Gallery, der Tate Modern, The Showroom, Victoria and Albert Museum in London, der Bergen Kunsthall, im Haus der Kulturen der Welt und bei der 10. Berlin Biennale, sowie bei der Kochi-Muziris Biennale 2018 aus.